# Здание бывшего Екатеринбургского духовного училища
Здание бывшего Екатеринбургского духовного училища — здание, расположенное в Екатеринбурге на перекрёстке улиц ул. 8 Марта и Народной Воли. Строилось в 1840-х годах; впоследствии неоднократно реконструировалось, в результате чего сочетает в себе различные архитектурные стили. Памятник истории регионального значения. В настоящее время представляет собой учебный корпус Уральского государственного экономического университета.

## История

### Здание духовного училища
Изначально Екатеринбургское уездное духовное училище размещалось в двухэтажном особняке, расположенном рядом с бывшим Екатеринбургским женским монастырём. Однако этого небольшого помещения для учебных нужд не хватало, и в 1841 году епархия выкупила у наследников купца Ф. И. Коробкова двухэтажный кирпичный дом, чтобы перестроить его под духовное училище. Проектом руководили архитекторы Э. Х. Сарториус и В. Гуляев; реконструированное здание представляло собой образец позднего, так называемого «безордерного» классицизма. Позднее над вторым этажом была надстроена домовая церковь, четверик которой завершался крупной маковицей и
угловыми главками, освящённая 14 октября 1858 года в честь иконы Божией Матери Казанской. В 1903 году к длинной стороне учебного корпуса было пристроено новое трёхэтажное здание; авторами проекта, выполненного в «кирпичном» стиле, были Куроедов и М. Л. Бяллозор.

### Корпус университета
После Октябрьской революции в здании училища разместилась Школа командиров Красной Армии. В марте 1920 года вместо неё был открыт рабфак, а уже 19 октября того же года был образован Уральский университет, в состав которого вошёл и рабфак. Позднее, в 1931 году, был восстановлен Свердловский государственный университет. К 1934 году здание уже не вмещало студентов, и потребовалась очередная реконструкция. Именно в её ходе здание постепенно приобрело свой нынешний вид. Оно стало шестиэтажным, с примыкающей на востоке трёхэтажной частью. Кроме того, в нём объединились два архитектурных стиля: фасад, выходящий на улицу Народной Воли, построен в стиле конструктивизма, а тот, что выходит на улицу 8 Марта — сталинский ампир. Фасады оформлены штукатурным декором, скрывающим кирпичный декор первоначального трёхэтажного объёма здания. Они завершаются гладким фризом и венчающим карнизом; все окна имеют прямоугольную форму и лишены декоративных обрамлений. Объём трёхэтажной части оформлен пилястрами и завершён балюстрадой с вазонами и обелисками по углам. Над выносным карнизом шестиэтажной части здания возведен ступенчатый аттик с «разорванным» щипцовым фронтоном.
Во время Великой Отечественной войны в здании размещался Московский патронный завод № 217. Затем здание вернули УрГУ, а в 1967 году на базе экономического факультета УрГУ и Свердловского филиала Московского института народного хозяйства открылся Свердловский институт народного хозяйства (СИНХ). В 1971 году к шестиэтажному зданию был пристроен 7-этажный лабораторный корпус, а в 1981 году построили главный корпус университета.
В 2020 году началась реставрация здания. Поскольку оно является объектом культурного наследия, его облик планируется приблизить к историческим истокам. В задачи реставраторов входит восстановление повреждённой кирпичной кладки, реставрация штукатурного слоя, рустованной части и архитектурных деталей, а также восстановление цветового решения фасада периода середины XX века.